# Dolf Degenaar
Dolf Degenaar (Paramaribo, 28 april 1930 - Hengelo, 10 juli 2004) was een Nederlands–Surinaams voormalig voetballer die uitkwam voor PEC en Tubantia. Hij speelde als middenvelder.
Degenaar speelde in Suriname voor Voorwaarts en kwam ook uit voor het Surinaams voetbalelftal. In 1957 kwam hij samen met Ludwig Mans over naar Nederland om te spelen voor PEC. Degenaar verbleef er twee seizoenen om daarna de overstap te maken naar Tubantia, waar hij het ook twee jaar volhield. Zijn broer Paul Degenaar speelde onder andere voor Haarlem en Blauw Wit. Dolf zijn zoon Rudy Degenaar speelde ook profvoetbal bij Heracles. In 1989 was hij een van de slachtoffers van de SLM-ramp.
Dolf Degenaar bleef in Nederland wonen en was later namens Heracles actief bij de jeugd en als scout.

## Carrièrestatistieken
| Seizoen         | Club            | Land            | Competitie       | Competitie | Competitie | Beker | Beker | Internationaal | Internationaal | Overig | Overig | Totaal | Totaal |
| Seizoen         | Club            | Land            | Competitie       | Wed.       | Dlp.       | Wed.  | Dlp.  | Wed.           | Dlp.           | Wed.   | Dlp.   | Wed.   | Dlp.   |
| --------------- | --------------- | --------------- | ---------------- | ---------- | ---------- | ----- | ----- | -------------- | -------------- | ------ | ------ | ------ | ------ |
| 1957/58         | PEC             | Nederland       | Tweede divisie A | –          | 3          | –     | 0     | 0              | 0              | 0      | 0      | –      | 3      |
| 1958/59         | PEC             | Nederland       | Tweede divisie B | –          | 4          | –     | 0     | 0              | 0              | 0      | 0      | –      | 4      |
| 1959/60         | Tubantia        | Nederland       | Eerste divisie B | –          | 3          | –     | 0     | 0              | 0              | 0      | 0      | –      | 3      |
| Carrière totaal | Carrière totaal | Carrière totaal | Carrière totaal  | –          | 10         | –     | 0     | 0              | 0              | 0      | 0      | –      | 10     |